# 蓋瑞塔

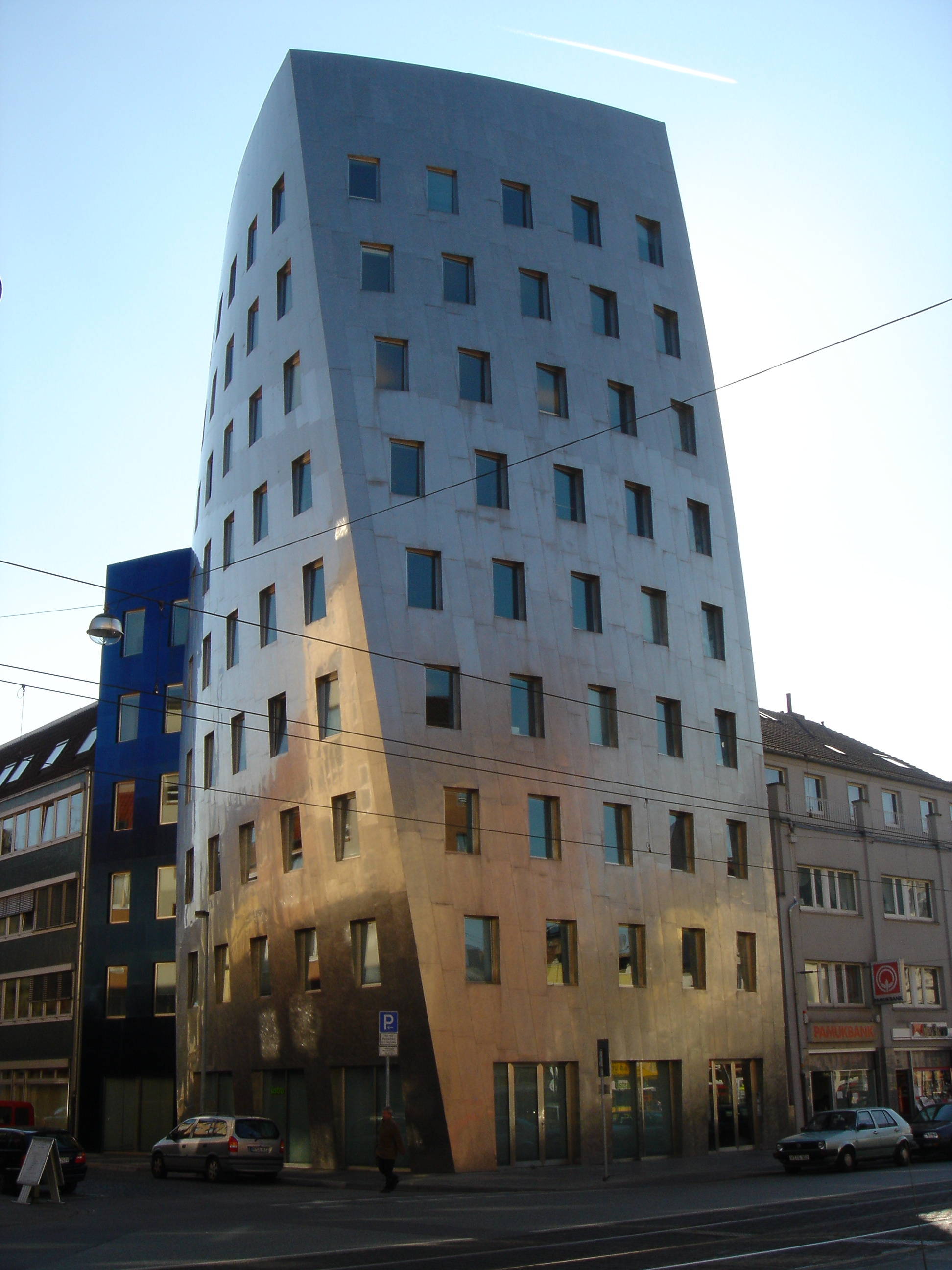
具有特殊光澤的蓋瑞塔

蓋瑞塔（Gehry Tower）位於德國漢諾威，是該市著名的建築，由普利兹克建築奖得主法蘭克·蓋瑞設計，是一棟九層樓高的建築，屬於漢諾威交通服務處，蓋瑞同時也在此案中，替漢諾威市設計了一個巴士站。
蓋瑞塔由鋼筋混凝土製成，外觀為不銹鋼面，造型相當具有特色，簡單描述就像是一棟順時針方向稍微旋轉的高長形物體，沒有凸出的陽台，也沒有尖頂，和破碎的塊體與曲面，比起法蘭克蓋瑞的其他知名建築，其外觀可說相對的保守一點；但若比起蓋瑞塔附近的傳統建築，依然是相當獨特的。
對法蘭克蓋瑞的建築事務所來說，這個建案也是他們結合自由曲線造型和電腦輔助軟體的第一個案例。也就是先做出一個1:100的建築模型，再用電腦設備掃瞄其外觀，輸入CAD軟體讓電腦計算在正確尺寸下的各種條件，設計師也可利用電腦加入管線、樓層等元件，或變化其大小和造型細節；進而建造實體的建築。
蓋瑞塔在1999年開始建造，花費約850萬马克，在2001年6月28日落成啟用。詳細地址為Steintor, Goethestraße 13a, Hanover Germany。

## 外部連結
- Gehry Tower listing and images at structurae.net （页面存档备份，存于）